# Cologne Falcons

Logo von 1994 bis 2011

Die Cologne Falcons sind eine American-Football-Mannschaft aus Köln. Von 1994 bis Ende 2011 war das Team im Verein ASC Cologne Falcons e. V. beheimatet. Mit Wirkung zum 1. Januar 2012 wechselte die komplette American-Football-Abteilung zum AFC Köln e. V. Fortan nannte sich das Team AFC Köln Falcons und erreichte unter diesem Namen den Aufstieg in die 1. Bundesliga. Aufgrund von Markenrechtsstreitigkeiten mit der ehemaligen Vereinsvorsitzenden des AFC Köln e. V. wurde zu Beginn der GFL-Saison 2013 das Logo und der Name der Falcons geändert. Die Mannschaft läuft seither wieder unter dem ursprünglichen Namen „Cologne Falcons“ auf. Durch den Wegfall des Hauptsponsor mussten die Falcons die GFL verlassen und spielen inzwischen in der Regionalliga.

## Geschichte
Im Jahre 1994 wurden die Cologne Falcons durch ehemalige Mitglieder der Red Barons Cologne gegründet. Zunächst in der Verbandsliga spielend, begann im Jahre 2002 der steile Aufstieg aus der Oberliga bis in die höchste deutsche Liga, die German Football League. Dort erlebten die Falcons in der Saison 2005 einen Start nach Maß, mit drei Siegen in Folge. Am Ende verpasste man dann aber doch knapp die Play-offs und musste sich mit dem fünften Platz zufriedengeben. In der Saison 2006 erreichten die Falcons den vierten Tabellenplatz und zogen erstmals in die Play-offs ein, scheiterten dort aber im Viertelfinale mit 0:62 am Südmeister Marburg Mercenaries. Die Saison 2007 endete mit einem erneuten fünften Platz in der Nordtabelle. In der Saison 2008 wurden die Falcons Letzter der Gruppe Nord und mussten in die Relegation, in der sie auf die Assindia Cardinals aus Essen trafen. Obwohl als Favorit eingeschätzt, verloren die Falcons beide Spiele (17:24 und 23:28) und stiegen in die GFL2 Nord ab.
2009 wurde die A1-Jugend der Cologne Falcons unter Cheftrainer David Odenthal deutscher Vizemeister. Im selben Jahr wurde die Herrenmannschaft Vizemeister Gruppe Nord in der GFL2. Im Jahr 2010 konnte das Herrenteam jedoch nicht an diese Leistung anknüpfen und beendete die Saison auf dem sechsten Platz der Gruppe Nord. Erst im Jahr 2012 schafften die Falcons den Wiederaufstieg in die GFL in der Relegation gegen die Lübeck Cougars. Nach einer schwachen Saison mit nur zwei Siegen musste das Team im Herbst 2013 in die Relegation gegen die Bielefeld Bulldogs. Dort sicherte sich das Team in zwei Spielen knapp den Klassenerhalt.
2014 konnte man dann wieder an alte Erfolge anknüpfen. Wieder an Bord war Headcoach Martin Hanselmann, der in der Saisonmitte 2013 für die Cologne Falcons verpflichtet wurde. Die Cologne Falcons erreichten mit Siegen über die im Vorjahr noch überlegenen Düsseldorf Panther sowie die favorisierten Baltic Hurricanes aus Kiel Platz drei in der GFL Nord und damit die Play-offs. Im Halbfinale musste sich das Kölner Team gegen die New Yorker Lions aus Braunschweig geschlagen geben, die später deutscher Meister wurden. Passend zu der erfolgreichsten Saison in der Geschichte der Cologne Falcons wurde in diesem Jahr ebenfalls das 20-jährige Bestehen gefeiert. Die Cologne Falcons befinden sich damit auf dem sechsten Platz im Europaranking.
Laut Medienberichten zogen die Falcons im März 2015 aufgrund interner Probleme des Hauptsponsors und einer daraus resultierenden Finanzlücke im Etat ihre Mannschaft aus dem Spielbetrieb der GFL zurück. Neu angekommen in der Regionalliga fiel der AFC Köln weg und man wurde vom ASCC Köln e. V. übernommen. Dort beheimatet gaben die Falcons den Aufstieg in die GFL2 als Ziel aus.
Derzeit spielt das Team in der Regionalliga NRW.

## Titel
- 2004: Meister der 2. Bundesliga Nord / Aufstieg in die GFL Nord
- 2011: Deutscher Junioren-Meister A-Jugend GFL Juniors
- 2012: Meister der 2. Bundesliga Nord / Aufstieg in die GFL Nord
- 2012: Deutscher Junioren Meister A-Jugend GFL Juniors

## Saisonverlauf seit 2005 Herren
Die folgende Tabelle zeigt die Platzierungen am Saisonende seit der Spielzeit 2005:
| Jahr | Liga                | Platz                                          | Punkte                                         | SQ.                                            | Spiele                                         | S                                              | U                                              | N                                              | P+                                             | P−                                             | Postseason                                                                  |
| ---- | ------------------- | ---------------------------------------------- | ---------------------------------------------- | ---------------------------------------------- | ---------------------------------------------- | ---------------------------------------------- | ---------------------------------------------- | ---------------------------------------------- | ---------------------------------------------- | ---------------------------------------------- | --------------------------------------------------------------------------- |
| 2005 | GFL (Nord)          | 5                                              | 10:14                                          | 0,417                                          | 12                                             | 5                                              | 0                                              | 7                                              | 178                                            | 324                                            | —                                                                           |
| 2006 | GFL (Nord)          | 4                                              | 11:13                                          | 0,458                                          | 12                                             | 5                                              | 1                                              | 6                                              | 248                                            | 333                                            | Niederlage VF: Marburg Mercenaries (0:62)                                   |
| 2007 | GFL (Nord)          | 5                                              | 6:18                                           | 0,250                                          | 12                                             | 3                                              | 0                                              | 9                                              | 210                                            | 377                                            | —                                                                           |
| 2008 | GFL (Nord)          | 6                                              | 5:19                                           | 0,208                                          | 12                                             | 2                                              | 1                                              | 9                                              | 206                                            | 286                                            | Niederlage RR: Assindia Cardinals (17:24 & 23:28)                           |
| 2009 | GFL2 (Nord)         | 2                                              | 18:10                                          | 0,643                                          | 14                                             | 9                                              | 0                                              | 5                                              | 295                                            | 253                                            | —                                                                           |
| 2010 | GFL2 (Nord)         | 6                                              | 7:21                                           | 0,250                                          | 14                                             | 3                                              | 1                                              | 10                                             | 303                                            | 498                                            | —                                                                           |
| 2011 | GFL2 (Nord)         | 6                                              | 3:17                                           | 0,150                                          | 10                                             | 1                                              | 1                                              | 8                                              | 47                                             | 216                                            | —                                                                           |
| 2012 | GFL2 (Nord)         | 1                                              | 22:6                                           | 0,786                                          | 14                                             | 11                                             | 0                                              | 3                                              | 480                                            | 262                                            | Sieg RR: Lübeck Cougars (36:42 & 37:10)                                     |
| 2013 | GFL (Nord)          | 8                                              | 4:20                                           | 0,143                                          | 14                                             | 2                                              | 0                                              | 12                                             | 209                                            | 503                                            | Sieg RR: Bielefeld Bulldogs (42:30 & 6:17)                                  |
| 2014 | GFL (Nord)          | 3                                              | 14:10                                          | 0,583                                          | 12                                             | 7                                              | 0                                              | 5                                              | 345                                            | 352                                            | Sieg HF: Stuttgart Scorpions (33:28) Niederlage HF: New Yorker Lions (3:52) |
| 2015 | Oberliga (NRW)      | 1                                              | 18:0                                           | 1,000                                          | 9                                              | 9                                              | 0                                              | 0                                              | 315                                            | 98                                             | —                                                                           |
| 2016 | Regionalliga (West) | 5                                              | 8:12                                           | 0,400                                          | 10                                             | 4                                              | 0                                              | 6                                              | 189                                            | 224                                            | —                                                                           |
| 2017 | Regionalliga (West) | 5                                              | 8:12                                           | 0,400                                          | 10                                             | 4                                              | 0                                              | 6                                              | 141                                            | 200                                            | —                                                                           |
| 2018 | Regionalliga (West) | 3                                              | 15:9                                           | 0,583                                          | 12                                             | 7                                              | 1                                              | 4                                              | 227                                            | 167                                            | —                                                                           |
| 2019 | Regionalliga (West) | 5                                              | 8:16                                           | 0,333                                          | 12                                             | 4                                              | 0                                              | 8                                              | 145                                            | 293                                            | —                                                                           |
| 2020 | Regionalliga (West) | keine Saison aufgrund von Covid-19-Pandemie    | keine Saison aufgrund von Covid-19-Pandemie    | keine Saison aufgrund von Covid-19-Pandemie    | keine Saison aufgrund von Covid-19-Pandemie    | keine Saison aufgrund von Covid-19-Pandemie    | keine Saison aufgrund von Covid-19-Pandemie    | keine Saison aufgrund von Covid-19-Pandemie    | keine Saison aufgrund von Covid-19-Pandemie    | keine Saison aufgrund von Covid-19-Pandemie    | keine Saison aufgrund von Covid-19-Pandemie                                 |
| 2021 | Regionalliga (West) | keine Teilnahme aufgrund von Covid-19-Pandemie | keine Teilnahme aufgrund von Covid-19-Pandemie | keine Teilnahme aufgrund von Covid-19-Pandemie | keine Teilnahme aufgrund von Covid-19-Pandemie | keine Teilnahme aufgrund von Covid-19-Pandemie | keine Teilnahme aufgrund von Covid-19-Pandemie | keine Teilnahme aufgrund von Covid-19-Pandemie | keine Teilnahme aufgrund von Covid-19-Pandemie | keine Teilnahme aufgrund von Covid-19-Pandemie | keine Teilnahme aufgrund von Covid-19-Pandemie                              |
| 2022 | Regionalliga (West) | 5                                              | 6:14                                           | 0,300                                          | 10                                             | 3                                              | 0                                              | 7                                              | 152                                            | 249                                            | —                                                                           |

- RR = Relegationsrunde
- VF = Viertelfinale
- HF = Halbfinale
- GB = German Bowl

## Weitere Teams
- Flag
- U20[11]
- U16
- U13
- Falconets (Damenmannschaft)
- Featherettes (Cheerleader)
- Allstars Cheerleader